# Dicranomyia (Dicranomyia) dolerosa
Dicranomyia (Dicranomyia) dolerosa is een tweevleugelige uit de familie steltmuggen (Limoniidae). De soort komt voor in het Neotropisch gebied.